# 10-я гвардейская истребительная авиационная дивизия
10-я гвардейская истребительная авиационная Сталинградская Краснознамённая ордена Суворова дивизия (10-я гв. иад) — соединение Военно-Воздушных сил (ВВС) Вооружённых Сил РККА, принимавшее участие в боевых действиях Великой Отечественной войны.

## История наименований
- ВВС 5-й армии;
- 201-я истребительная авиационная дивизия;
- 201-я истребительная авиационная Сталинградская дивизия;
- 10-я гвардейская истребительная авиационная Сталинградская дивизия;
- 10-я гвардейская истребительная авиационная Сталинградская Краснознамённая дивизия;
- 10-я гвардейская истребительная авиационная  Сталинградская Краснознамённая ордена Суворова дивизия;
- Войсковая часть (Полевая почта) 23222.

## Создание дивизии
10-я гвардейская истребительная авиационная Сталинградская дивизия создана 24 августа 1943 года переименованием за образцовое выполнение заданий командования в боях с немецкими захватчиками и проявленные при этом мужество и героизм 201-й истребительной авиационной Сталинградской дивизии на основании Приказа НКО СССР

## Расформирование дивизии
10-я гвардейская истребительная авиационная Сталинградская Краснознамённая ордена Суворова дивизия 28 февраля 1959 года расформирована в составе 69-й воздушной армии Киевского военного округа. Авиационные полки дивизии переформированы:
- 111-й гвардейский истребительный авиационный полк передан в истребительно-бомбардировочную авиацию, а затем переформирован в отдельную вертолётную эскадрилью на вертолётах Ми-4 с последующим переформированием в отдельный вертолётный полк;
- 112-й гвардейский истребительный авиационный полк 21 августа 1955 года передан в 97-ю истребительную авиационную дивизию Таврического военного округа, впоследствии (10.11.1959 г.) передан в 145-ю иад 48-й воздушной армии Одесского военного округа и 24 февраля 1961 года переформирован в зенитно-ракетный полк ПВО;
- 113-й гвардейский истребительный авиационный полк передан 138-ю иад 69-й воздушной армии Киевского военного округа, в апреле 1960 года передан в состав войск ПВО и 01 июля 1961 г. переформирован в 392-й гвардейский зенитно-ракетный полк ПВО.

## В действующей армии
В составе действующей армии:
- с 10 мая 1942 года по 25 августа 1943 года (как 201-я истребительная авиационная дивизия)[2], всего — 472 дня
- с 25 августа 1943 года по 11 мая 1945 года[2], всего 625 дней

Итого: 1097 дней

## Командиры дивизии
| Звание                  | Ф. И. О.                    | Период                  |
| ----------------------- | --------------------------- | ----------------------- |
| Полковник               | Срывкин Владимир Алексеевич | 24.08.1943 — 15.12.1943 |
| Подполковник, Полковник | Хлусович Иван Михайлович    | 16.12.1943 — 01.06.1944 |
| Генерал-майор авиации   | Ухов Валентин Петрович      | 02.06.1944 — 12.1946    |

## В составе объединений
| Дата            | Фронт (округ)               | Армия                | Корпус                                                                            |
| --------------- | --------------------------- | -------------------- | --------------------------------------------------------------------------------- |
| 24.08.1943 года | Воронежский фронт           | 2-я воздушная армия  | 10-й истребительный авиационный Сталинградский корпус                             |
| 20.10.1943 года | 1-й Украинский фронт        | 2-я воздушная армия  | 10-й истребительный авиационный Сталинградский ордена Богдана Хмельницкого корпус |
| 05.08.1944 года | 4-й Украинский фронт        | 8-я воздушная армия  | 10-й истребительный авиационный Сталинградский ордена Богдана Хмельницкого корпус |
| 25.08.1945 года | Прикарпатский военный округ | 8-я воздушная армия  | 10-й истребительный авиационный Сталинградский ордена Богдана Хмельницкого корпус |
| 08.05.1946 года | Прикарпатский военный округ | 14-я воздушная армия | 10-й истребительный авиационный Сталинградский ордена Богдана Хмельницкого корпус |
| 10.01.1949 года | Прикарпатский военный округ | 57-я воздушная армия | 52-й истребительный авиационный Сталинградский ордена Богдана Хмельницкого корпус |
| 15.10.1952 года | Центральная группа войск    | 59-я воздушная армия |                                                                                   |
| 29.08.1955 года | Киевский военный округ      | 69-я воздушная армия |                                                                                   |
| 28.02.1959 года | Киевский военный округ      | 69-я воздушная армия |                                                                                   |

## Части и отдельные подразделения дивизии
| Период                  | Наименование                                      |
| ----------------------- | ------------------------------------------------- |
| 24.08.1943 — 28.02.1959 | 111-й гвардейский истребительный авиационный полк |
| 24.08.1943 — 21.08.1955 | 112-й гвардейский истребительный авиационный полк |
| 01.05.1943 — 28.02.1959 | 113-й гвардейский истребительный авиационный полк |
| 01.01.1946 — 15.03.1947 | 530-й истребительный авиационный полк             |

## Участие в операциях и битвах

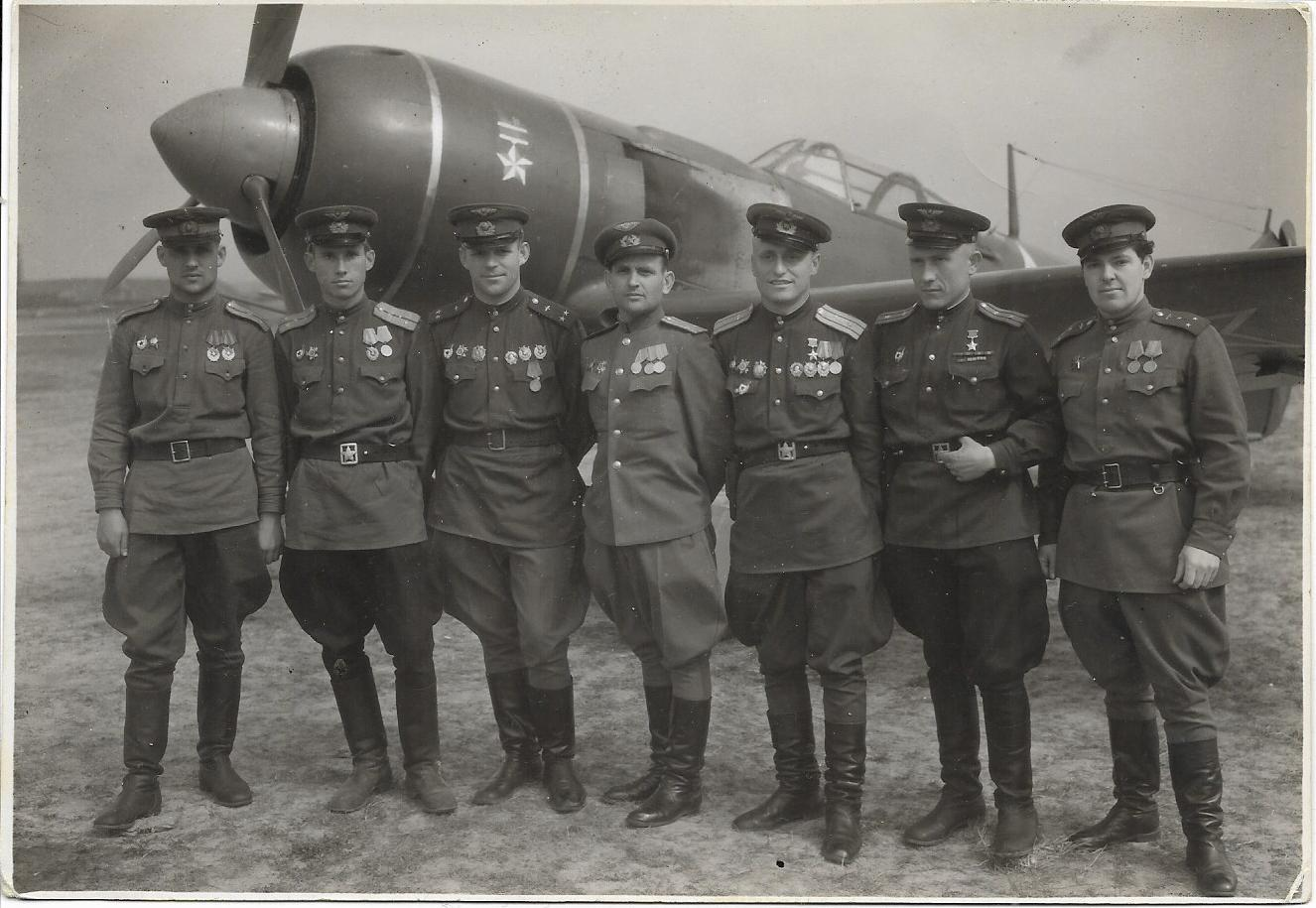
Лётчики 111-го гв. иап.(1945 г.)

- Курская битва[6][7] — с 21 июля 1943 года по 23 августа 1943 года
- Изюм-Барвенковская наступательная операция — с 21 июля 1943 года по 27 июля 1943 года
- Белгородско-Харьковская операция[7]- с 3 августа 1943 года по 23 августа 1943 года
- Донбасская операция — в период с 13 августа 1943 года по 22 сентября 1943 года
- Днепровская воздушно-десантная операция[6] — в период с 23 сентября 1943 года по 13 ноября 1943 года
- Запорожская операция — в период с 10 октября 1943 года по 14 октября 1943 года
- Киевская операция — в период с 3 ноября 1943 года по 22 декабря 1943 года
- Корсунь-Шевченковская операция[6][7] — в период с 24 января 1944 года по 17 февраля 1944 года
- Никопольско-Криворожская наступательная операция — в период с 30 января 1944 года по 29 февраля 1944 года
- Ровно-Луцкая наступательная операция[6] — в период с 27 января по 11 февраля 1944 года
- Проскуровско-Черновицкая наступательная операция[6][7] — в период с 4 марта 1944 года по 17 апреля 1944 года
- Одесская наступательная операция — в период с 26 марта 1944 года по 14 апреля 1944 года
- Львовско-Сандомирская операция[7] — в период с 13 июля 1944 года по 29 августа 1944 года
- Ясско-Кишинёвская операция — в период с 20 августа 1944 года по 29 августа 1944 года
- Карпатско-Дуклинская операция — в период с 8 сентября 1944 года по 28 октября 1944 года
- Восточно-Карпатская операция[7] — в период с 8 сентября 1944 года по 28 октября 1944 года
- Западно-Карпатская операция[7] — в период с 12 января 1945 года по 18 февраля 1945 года
- Моравско-Остравская наступательная операция[7] — в период с 10 марта 1945 года по 5 мая 1945 года
- Пражская операция[7] — в период с 6 мая 1945 года по 11 мая 1945 года

## Переименование в гвардейские части
- 201-я истребительная авиационная Сталинградская дивизия 24 августа 1943 года переименована в 10-ю гвардейскую истребительную авиационную Сталинградскую дивизию[8]
- 13-й истребительный авиационный полк ВВС РККА 24 августа 1943 года переименован в 111-й гвардейский истребительный авиационный полк[8]
- 236-й истребительный авиационный полк 24 августа 1943 года переименован в 112-й гвардейский истребительный авиационный полк[8]
- 437-й истребительный авиационный полк 24 августа 1943 года переименован в 113-й гвардейский истребительный авиационный полк[8]

## Почётные наименования
- 112-му гвардейскому истребительному авиационному полку 3 апреля 1944 года присвоено почётное наименование «Каменец-Подольский»[9]
- 113-му гвардейскому истребительному авиационному полку 31 октября 1944 года присвоено почётное наименование «Карпатский»[10]

## Награды
- 10-я гвардейская истребительная авиационная Сталинградская дивизия Указом Президиума Верховного Совета СССР от 6 ноября 1943 года награждена орденом Боевого Красного Знамени.
- 10-я гвардейская истребительная авиационная Сталинградская Краснознамённая дивизия за образцовое выполнение заданий командования в боях при прорыве обороны противника о овладении городами Ясло и Горлица и проявленные при этом мужество и героизм Указом Президиума Верховного Совета СССР от 19 февраля 1945 года награждена орденом Суворова II степени.
- 111-й гвардейский истребительный авиационный Сталинградский полк Указом Президиума Верховного Совета СССР от 4 июня 1945 года награждён орденом Боевого Красного Знамени.
- 113-й гвардейский истребительный авиационный Карпатский полк Указом Президиума Верховного Совета СССР от 4 июня 1945 года награждён орденом Суворова III степени.

## Благодарности Верховного Главнокомандующего
- За овладение столицей Украины городом Киев[11].
- За овладение городами Чехословакии Керешмэзе (Ясина), Рахов и крупными населёнными пунктами Чертижне, Белька, Поляна, Руске, Льгота, Ужок, Нижни Верецки, Заломиска, Пилипец, Голятин, Торуна, Надбочко и в Северной Трансильвании городом Сигет[12].
- За овладение городами Ясло и Горлице[13].
- За овладение городом Попрад[14].
- За овладение овладение городом Бельско[15].
- За овладение городом Опава[16].
- За овладение городами Моравска-Острава, Жилина[17].
- За овладение городом Оломоуц[18].

## Герои Советского Союза и России
- Бойков Павел Михайлович, подполковник в отставке, бывший заместитель командира эскадрильи 113-го гвардейского истребительного полка 10-й гвардейской истребительной авиационной дивизии 10-го истребительного авиационного корпуса 8-й воздушной армии 21 сентября 1995 года удостоен звания Героя Российской Федерации. Золотая Звезда Героя России № н/д.
- Горелов Сергей Дмитриевич, капитан, заместитель командира эскадрильи 111-го гвардейского истребительного полка 10-й гвардейской истребительной авиационной дивизии 10-го истребительного авиационного корпуса 2-й воздушной армии 26 октября 1944 года удостоен звания Героя Советского Союза. Золотая Звезда № 4495.
- Гребенёв Аркадий Дмитриевич, капитан, штурман 111-го гвардейского истребительного полка 10-й гвардейской истребительной авиационной дивизии 10-го истребительного авиационного корпуса 2-й воздушной армии 26 октября 1944 года удостоен звания Героя Советского Союза. Золотая Звезда № 4496.
- Дема Леонид Васильевич, капитан, помощник командира 112-го гвардейского истребительного полка по воздушно-стрелковой службе 10-й гвардейской истребительной авиационной дивизии 10-го истребительного авиационного корпуса 2-й воздушной армии 26 октября 1944 года удостоен звания Героя Советского Союза. Золотая Звезда № 5120.
- Мурашкин Яков Андреевич, капитан, командир эскадрильи 111-го гвардейского истребительного полка 10-й гвардейской истребительной авиационной дивизии 10-го истребительного авиационного корпуса 2-й воздушной армии 23 февраля 1945 года удостоен звания Героя Советского Союза. Золотая Звезда № 7921.
- Наумов Пётр Изотович, майор, командир 13-го истребительного авиационного полка 201-й истребительной авиационной дивизии 2-го смешанного авиационного корпуса 4-й воздушной армии Северо-Кавказского фронта, удостоен звания Герой Советского Союза 24 августа 1943 года. Золотая Звезда № 1700.
- Орлов Виктор Николаевич, капитан, штурман 113-го гвардейского истребительного полка 10-й гвардейской истребительной авиационной дивизии 10-го истребительного авиационного корпуса 2-й воздушной армии 28 сентября 1943 года удостоен звания Героя Советского Союза. Награду не получил в связи с гибелью.
- Шварёв Александр Ефимович, генерал-майор авиации в отставке, командир 111-го гвардейского истребительного полка 10-й гвардейской истребительной авиационной дивизии 10-го истребительного авиационного корпуса 2-й воздушной армии 11 октября 1995 года удостоен звания Героя Российской Федерации. Золотая Звезда Героя России № 231.